# Mys Poljarnika Romanova
Mys Poljarnika Romanova (englische Transkription von russisch Мыс Полярника Романова Mys Poljarnika Romanowa, deutsch ‚Kap Polarforscher Romanow‘) ist ein Kap an der Nordseite von Wattle Island vor der Küste des ostantarktischen Enderbylands. Es liegt 10 km östlich des Kirkby Head.
Russische Wissenschaftler benannten es. Der Namensgeber ist nicht überliefert.